# Marquesado de los Ríos
El Marquesado de los Ríos es un título nobiliario español creado el 13 de julio de 1715 por el Archiduque Carlos de Austria a favor de Francisco de los Ríos y de la Tour, General de los Reales Ejércitos.
El Título fue rehabilitado en 1911 por el rey Alfonso XIII a favor de Joaquín de Sangrán y Domínguez, V marqués de Isla Hermosa, que se convirtió así en el II marqués de los Ríos.

## Marqueses de los Ríos
|                                           | Titular                                   | Periodd                                   |
| Creación por Archiduque Carlos de Austria | Creación por Archiduque Carlos de Austria | Creación por Archiduque Carlos de Austria |
| ----------------------------------------- | ----------------------------------------- | ----------------------------------------- |
| I                                         | Francisco de los Ríos y de la Tour        | 1715-                                     |
| Rehabilitación por Alfonso XIII           |                                           |                                           |
| II                                        | Joaquín de Sangrán y Domínguez            | 1911-1935                                 |
| III                                       | Joaquín de Sangrán y González de Valseca  | 1935-1966                                 |
| IV                                        | Manuel María de Sangrán y Medina          | 1966-1998                                 |
| V                                         | Juan Nepomuceno de Sangrán y Medina       | 1998-2019                                 |
| VI                                        | África Sangrán Dávila                     | 2020-                                     |

## Historia de los Marqueses de los Ríos
- Francisco de los Ríos y de la Tour, I marqués de los Ríos.

Rehabilitado en 1911:
- Joaquín de Sangrán y Domínguez, II marqués de los Ríos V marqués de Isla Hermosa, conde francés de Saint-Claude. Mayordomo de semana del Rey Alfonso XIII. Casó con María González de Valseca e Irigoyen. Le sucedió su hijo:
- Joaquín de Sangrán y González de Valseca, III marqués de los Ríos. Casó con Ignacia Lasso de la Vega y López de Tejada. Sin descendientes. Le sucedió, de su sobrino:

- Manuel María de Sangrán y Medina (1933-1998), IV marqués de los Ríos, VII marqués de Isla Hermosa. Casó con María Teresa Romero Laffitte. Sin descendientes. Le sucedió su hermano:

- Juan Nepomuceno de Sangrán y Medina (1935-2019), V marqués de los Ríos. Casó con África Dávila García de Sola. Le sucedió su hija:
- África Sangrán Dávila, VI marquesa de los Ríos. Casó con Juan de Porres Guardiola.